# Josaia Raisuqe
Josaia Wini Raisuqe (Naitasiri, 22 de julho de 1994 – Saïx, 8 de maio de 2025) foi um jogador de rugby fijiano, que jogou na posição de back.

## Carreira
Wini nasceu em Lutu, Naitasiri e começou a jogar rugby muito jovem. Ele sonhava em jogar pelo time Fiji 7's e isso se tornou realidade quando o então técnico do Fiji 7's, Ben Ryan, o viu jogando no Martintar e no Marist 7's e o selecionou para o time Fiji 7's para o Hong Kong Sevens de 2015. Ele jogou em cinco torneios por Fiji marcando 14 tries, mas em julho de 2015, o time francês Top 14, Stade Français, o contratou para a temporada Top 14 de 2015-16.
Ele fez sua estreia em 31 de outubro contra o Agen saindo do banco. Ele também fez parte do time para a fase de grupos da European Rugby Champions Cup de 2015–16. Ele marcou dois tries contra o Benetton Treviso. mas em um jogo contra o Munster duas semanas depois, ele recebeu cartão vermelho por furar o olho do capitão do Munster, CJ Stander e mesmo que o Stade tenha vencido o jogo, Raisuqe foi acusado de furar o olho e suspenso por 15 semanas. Ele retornou ao rugby na temporada seguinte e então fez parte do time do Stade para a fase de grupos da European Rugby Challenge Cup de 2016–17, já que o Stade foi rebaixado após não conseguir passar para a European Rugby Champions Cup de 2016–17 após não conseguir terminar no Top 8 na temporada Top 14 de 2015–16. Ele ajudou o Stade a chegar às quartas de final da Copa, mas na partida das quartas de final contra o Ospreys, ele recebeu um cartão amarelo por jogo sujo, seguido por outro cartão amarelo (e um vermelho) após entrar em um ruck lateral, mas os vídeos do jogo mostraram que ele pisou no ala do Osprey, Keelan Giles, pelo qual foi citado e posteriormente suspenso por 10 semanas.
Em 22 de julho de 2017, ele decidiu comemorar seu aniversário bebendo em um clube junto com seu companheiro de equipe, Waisea Nayacalevu. Ambos saíram do clube embriagados e no caminho encontraram uma mulher, Raisuqe agarrou a mulher e a molestou fisicamente acariciando seus seios. Seus amigos tentaram ajudar, mas Raisuqe e Nayacalevu os socaram. Raisuqe e Nayacalevu foram pegos pela polícia por volta das 3 da manhã e passaram o dia inteiro na prisão. Eles foram levados ao tribunal dois dias depois e uma data de julgamento foi marcada para 29 de novembro. Em 18 de agosto, o Stade Francais demitiu Raisuqe por "má conduta grave" e deu a Nayacalevu uma advertência formal.
Em setembro de 2017, ele foi contratado pelo Pro D2 , Nevers, para a temporada 2017-18 do Rugby Pro D2. Ele teve uma excelente temporada 2018-19, ajudando seu clube a terminar entre os seis primeiros, e foi o maior artilheiro da liga com 15 tries. Em janeiro de 2021, após vencer um jogo difícil contra Béziers (30-25), ele levantou o árbitro na prorrogação e foi expulso. Ele foi posteriormente banido por 5 semanas por esse incidente. Até hoje, Raisuqe tem 10 cartões amarelos e 5 vermelhos em seu nome no rugby francês, bem como um cartão amarelo que ele recebeu quando jogava com o time Fiji 7's.

## Morte
Na manhã de 8 de maio de 2025, ele morreu depois que seu carro foi atingido por um trem em uma passagem de nível em Saïx, Tarn, França.